# Crioceris paracenthesis
|                 |                      |
| Abb. 1 Aufsicht | Abb. 2 Seitenansicht |

Crioceris paracenthesis (häufig auch Crioceris paracentesis) ist ein Käfer aus der Familie der Blattkäfer und der Unterfamilie der Zirpkäfer.
Die Gattung Crioceris umfasst neun Arten, von denen sieben in Europa anzutreffen sind.

## Bemerkungen zum Namen
Die Art wurde erstmals von Linné 1767 als erste Art des Anhangs zur 12. Ausgabe von Systema naturae unter dem Namen Chrysomela paracenthesis beschrieben. Die relativ ausführliche Beschreibung enthält keinen Hinweis darauf, weshalb Linné den Artnamen paracenthesis wählte. Nach Schenkling ist die korrekte Schreibweise paracentesis und das Wort ist von altgr. παρακέντησις (parakéntesis) für „das Aufstechen“ abgeleitet. Nach einer spanischen Quelle zu entomologischen Begriffen wird παρακέντησις mit „Hinterleibspunktierung“ übersetzt. Da der Begriff auch außerhalb der Entomologie benutzt wird, bleibt der Bezug zum Käfer spekulativ.
Der Gattungsname Crioceris ist von altgr.  κριός  „kriós“ für „Widder“  und  κέρας  „kéras“ für „Horn“ abgeleitet. Er geht auf Geoffroy 1762 zurück, wurde aber längere Zeit aufgrund nomenklatorischer Streitigkeiten Müller 1764 zugesprochen. Geoffroy erwähnt ausdrücklich, dass der Name auf den Fühlerbau anspielt. Diese sind überall gleich dick sind und ihre kurzen und runden Glieder erinnern an eine Art Schnürchen (fr cordonet).

## Körperbau des Käfers
Der zylindrische Käfer ist etwas kürzer als die anderen Arten von Crioceris und wie jene sehr bunt. Kopf und Unterseite sind schwarz, die Oberseite rotgelb, gelb und schwarz. Die Zeichnung ist nicht einheitlich, es wurden mehrere Varianten beschrieben.
Der schwarze Kopf ist schräg nach unten gesenkt. Er ist fein punktiert. Der Scheitel ist kahl, davor ist der Kopf sehr fein gelblich behaart. Die Augen stehen stark hervor. Die elfgliedrigen Fühler sind perlschnurartig, an der Basis schwarz, gegen Ende bräunlich. Sie sind vor den Augen eingelenkt und erreichen etwa die halbe Körperlänge.
Der rotbraune Halsschild ist kugelig bis zylindrisch, die Basis durch einen Quereindruck abgeschnürt. Er ist fein und zerstreut punktiert. Oben trägt er parallel zueinander zwei längliche verwaschene dunkle Flecke.
Die Flügeldecken sind gelblich mit einer auffallenden schwarzen Zeichnung. Jede trägt zehn sehr regelmäßige Punktstreifen. Entlang der Flügeldeckennaht verläuft ein breiter schwarzer Streifen, der jedoch das Ende der Flügeldecke nicht erreicht oder sich zumindest apikal deutlich verschmälert. In der Originalbeschreibung werden auf jeder Flügeldecke drei Flecke erwähnt. Der vorderste befindet sich an den Schultern. Er kann in zwei Flecke zerlegt sein, wobei der kleinere Teilfleck etwas hinter der Schulter und weiter außen liegt. Der hintere Fleck sitzt auf der Höhe, an der der schwarze Längsstreifen schwindet. Er ist quer, kann den Streifen berühren oder nicht und auch als Querstreifen ausgebildet sein. Etwa in der Mitte zwischen dem hinteren und vorderen Fleck sitzt ein dritter Fleck, der häufig rückgebildet ist (auch als Crioceris suturalis beschrieben.) Die Spitze der Flügeldecke ist gewöhnlich schwarz.
Auch die Beine sind farbig. Die Schenkel sind überwiegend schwarz, die Schienen rötlich gelb, zumindest am Ende schwärzlich. Dies gilt auch für die Tarsen. Diese haben alle nur vier sichtbare Glieder. Die Krallen sind vollständig voneinander getrennt.

## Lebensweise
Die Art entwickelt sich fast ausschließlich an Asparagus acutifolius. Häufig wird sie mit anderen Arten der Gattung Crioceris gemeinsam angetroffen. Der Käfer kann wie die anderen Arten der Gattung durch Reiben der Hinterflügel auf dem letzten Hinterleibssternit zirpende Geräusche erzeugen.

## Verbreitung
Die Art ist rund ums Mittelmeer verbreitet, die nördlichste Fundmeldung stammt aus Bulgarien.